# Keménfa, Zala
Keménfa  este un sat în districtul Zalaegerszeg, județul Zala, Ungaria, având o populație de 92 de locuitori (2011). 

## Demografie
Componența etnică a satului Keménfa
     Maghiari (82,69%)
     Romi (17,31%)
Componența confesională a satului Keménfa
     Romano-catolici (79,35%)
     Necunoscută (20,65%)
     Alte religii (4,35%)
Conform recensământului din 2011, satul Keménfa avea 92 de locuitori. Din punct de vedere etnic, majoritatea locuitorilor (82,69%) erau maghiari, cu o minoritate de romi (17,31%).  Din punct de vedere confesional, majoritatea locuitorilor (79,35%) erau romano-catolici. Pentru 20,65% din locuitori nu este cunoscută apartenența confesională.